# Gualterio de Pontoise
San Gualterio de San Martín de Pontoise o también conocido como San Walter (Fresnoy-Andainville, Picardía, Francia, 1030 - Pontoise, 8 de abril de 1099) fue filósofo, maestro de filosofía y retórica y abad de San Martín de Pontoise, monje benedictino, venerado como santo por la Iglesia católica. Su festividad se conmemora el 23 de marzo.

## Biografía
Nació en un pueblo de Picardía: Fresnoy-Andainville (ubicado en el norte de Francia). Más adelante, viajó para Amiens donde realizó y terminó sus estudios universitarios, y empezó a trabajar en la enseñanza de la filosofía. Más adelante, se convirtió en monje benedictino en el año 1060, entrando en el seminario de la ciudad de Rebais, y huyendo del aplauso del mundo.

### Su vida como abad
En el monasterio, fue modelo de piedad, humildad y caridad. En el año 1066, a los 36 años de edad, es elegido abad por una comunidad monástica, dedicada a San Martín de Tours, aunque al principio se negó, terminó por aceptar el ministerio. Huyendo de los aplausos se fue al monasterio de Cluny que estaba bajo la dirección de San Odilón. Ahí era uno más de los 900 monjes, pero fueron por él para que regresara a su función anterior de abad.
La abadía había sido donada por el rey Felipe I de Francia cuando tenía 15 años de edad, y él fue el primer abad.
Al poco tiempo se volvió a escapar, pero ahora a la isla de Loira, donde existía una ermita dedicada a San Cosme y San Damián, y que ahí se había retirado también San Odón de Cluny y San Hervé de Tours.
De vuelta fue llevado Gualterio a Pointoise y en cuanto pudo fue a Roma a renunciar ante el papa San Gregorio VII. El papa le contestó que si estaba apegado a las reglas benedictina de su congregación que no se inmiscuiría, por lo que Gualterio desistió de su intención y volvió al monasterio a dirigirlo.
Fundó un monasterio femenino en Bertacourt, cerca de Amiens, gracias a dos piadosas mujeres Godelinda y Elvige. Gualterio fue perseguidor de la inmoralidad la simonía y el vicio. Denunció a clérigos, nobles y al mismo rey Felipe I de Francia, por el uso simonista que hacía de los cargos eclesiásticos, por lo que en 1093, fue encarcelado.

### Fallecimiento
Gualterio murió el Viernes Santo 8 de abril de 1099 en la cárcel, y fue sepultado en la Abadía de Pontoise. Fue canonizado el 4 de mayo de 1153, siendo la última canonización "local" porque fue canonizado por los obispos franceses, ya que posteriormente todos fueron realizados en Roma, siendo el papa Eugenio III quien se encargó de su canonización. 
Su sepulcro era muy venerado y muchos milagros fueron atribuidos al santo. Se consideraba especial abogado de los prisioneros, viticultores contra la fiebre, reumatismo y ceguera. Durante la Revolución Francesa, sus restos desaparecieron. 
El Colegio San Martín de Pontoise de los Oratorianos es considerado como el heredero de la antigua abadía y de su primer abad.